# Tommy Hilfiger Corporation
Tommy Hilfiger BV là một thương hiệu thời trang của Mỹ chuyên sản xuất quần áo, giày dép, phụ kiện, nước hoa và nội thất nhà cửa. Công ty được thành lập vào năm 1985 bởi nhà thiết kế thời trang Tommy Hilfiger. Đến nay, các sản phẩm của thương hiệu này đã được bán tại hơn 2000 cửa hàng bán lẻ độc lập tại 100 quốc gia.
Năm 2006, Apax Partners đã mua lại công ty với giá 1,6 tỷ USD. Đến tháng 3 năm 2010, Tommy Hilfiger được bán lại cho Tập đoàn Phillips-Van Heusen. Hiện Daniel Grieder nắm giữ chức vụ Giám đốc điều hành kể từ tháng 7 năm 2014, trong khi người sáng lập Tommy Hilfiger vẫn là nhà thiết kế chính của công ty và là lãnh đạo nhóm thiết kế, giám sát toàn bộ quá trình sáng tạo. Doanh thu bán lẻ toàn cầu của Tommy Hilfiger là 6,7 tỷ USD vào năm 2014.

## Các dòng sản phẩm chính
- True Star Gold, một dòng sản phẩm nước hoa của Hilfiger, bao gồm True Star và True Star Men.
- Red Label, một dòng sản phẩm với các mặt hàng về jeans, t-shirts, và áo thấm mồ hôi
- H by Tommy Hilfiger, một dòng sản phẩm cao cấp, tuy nhiên đã dừng sản xuất sau khi Tommy bán công ty, một dòng sản phẩm tương tự hiện được lưu hành dưới nhãn Tommy Hilfiger tại các cửa hàng lớn của hãng
- Tommy Hilfiger, dòng sản phẩm quần áo
- Tommy Sport, dòng sản phẩm thể thao
- Tommy Hilfiger for the Home, dòng sản phẩm đồ ngủ và đồ tắm
- Tommy Sailing

Nhãn hiệu Tommy Hilfiger cũng tài trợ cho một vài đội đua Công thức 1 như Đội đua Lotus trong giai đoạn đầu và giữa thập niên 1990 và đội đua Ferrari trong giai đoạn đầu thập niên 2000.

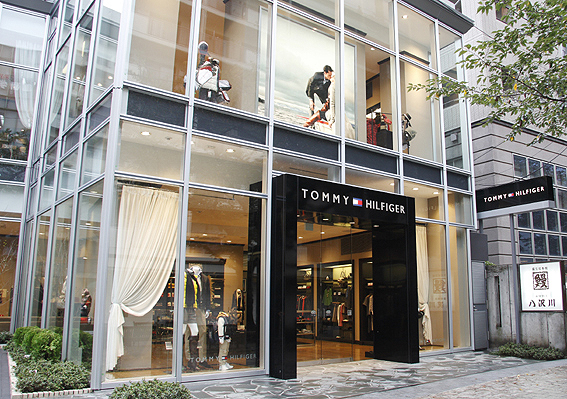
Cửa hàng Tommy Hilfiger tại Jiyūgaoka, Nhật Bản
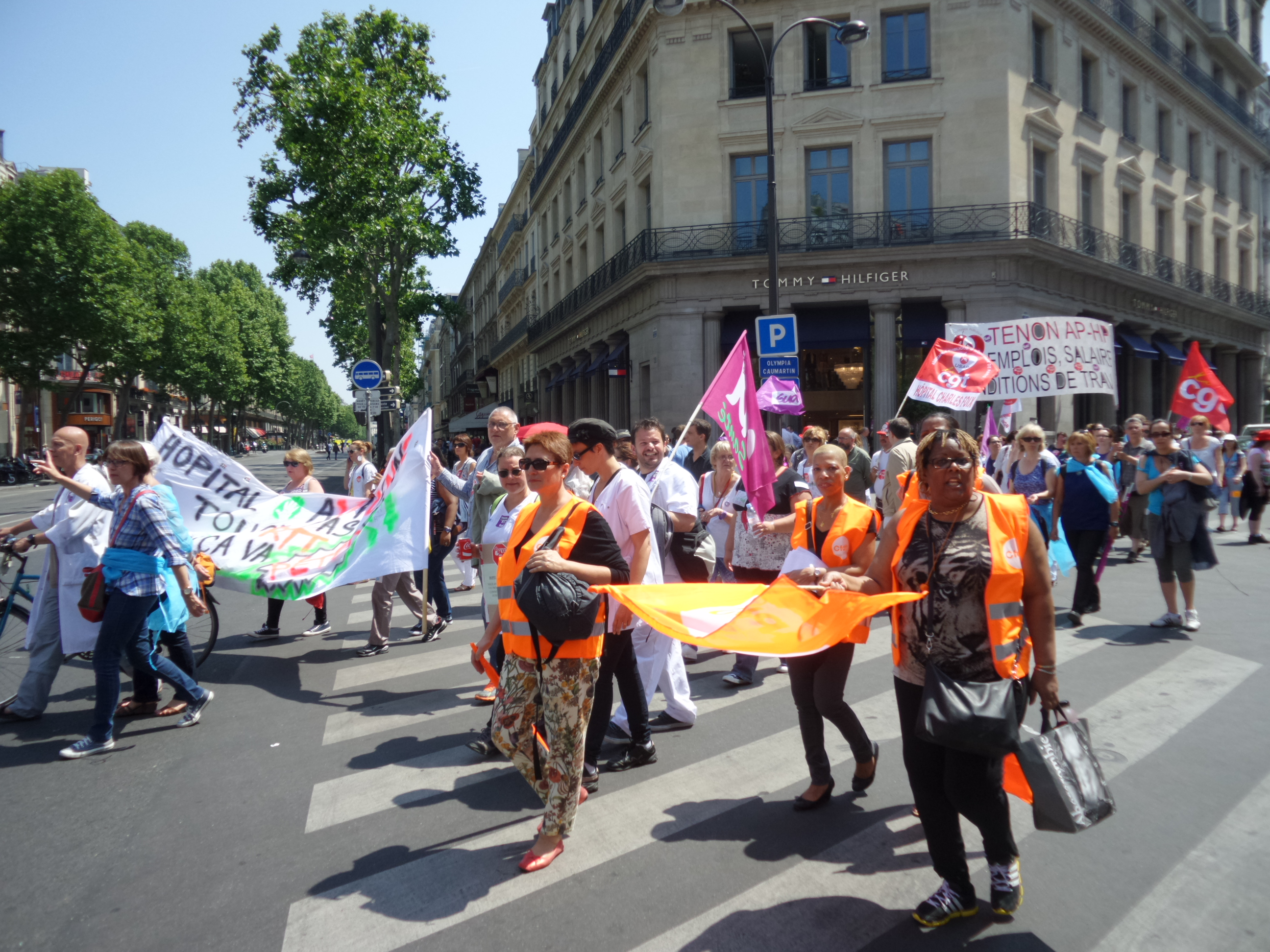
Cửa hàng Tommy tại Paris, Pháp
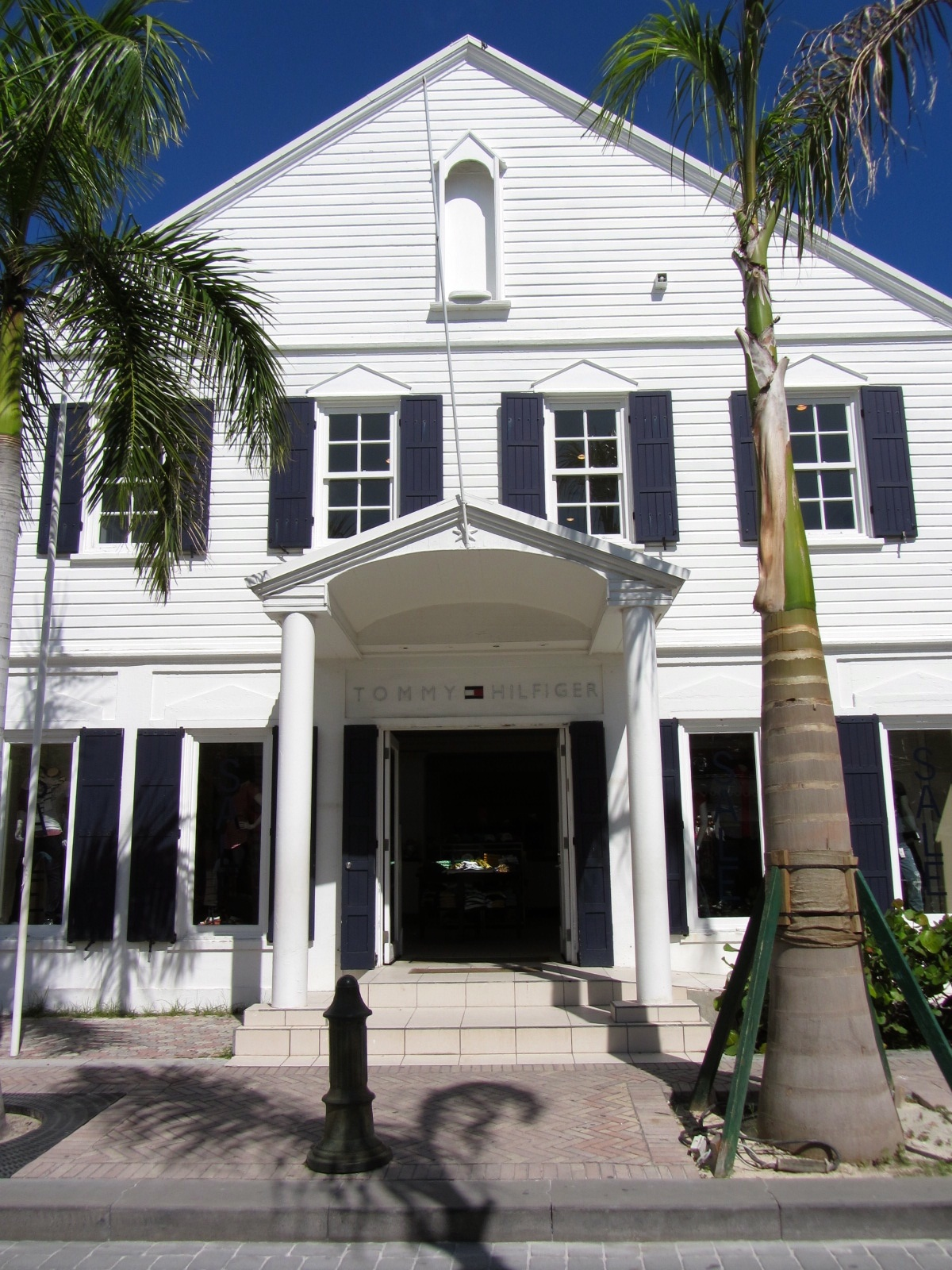
Cửa hàng Tommy tại Chique
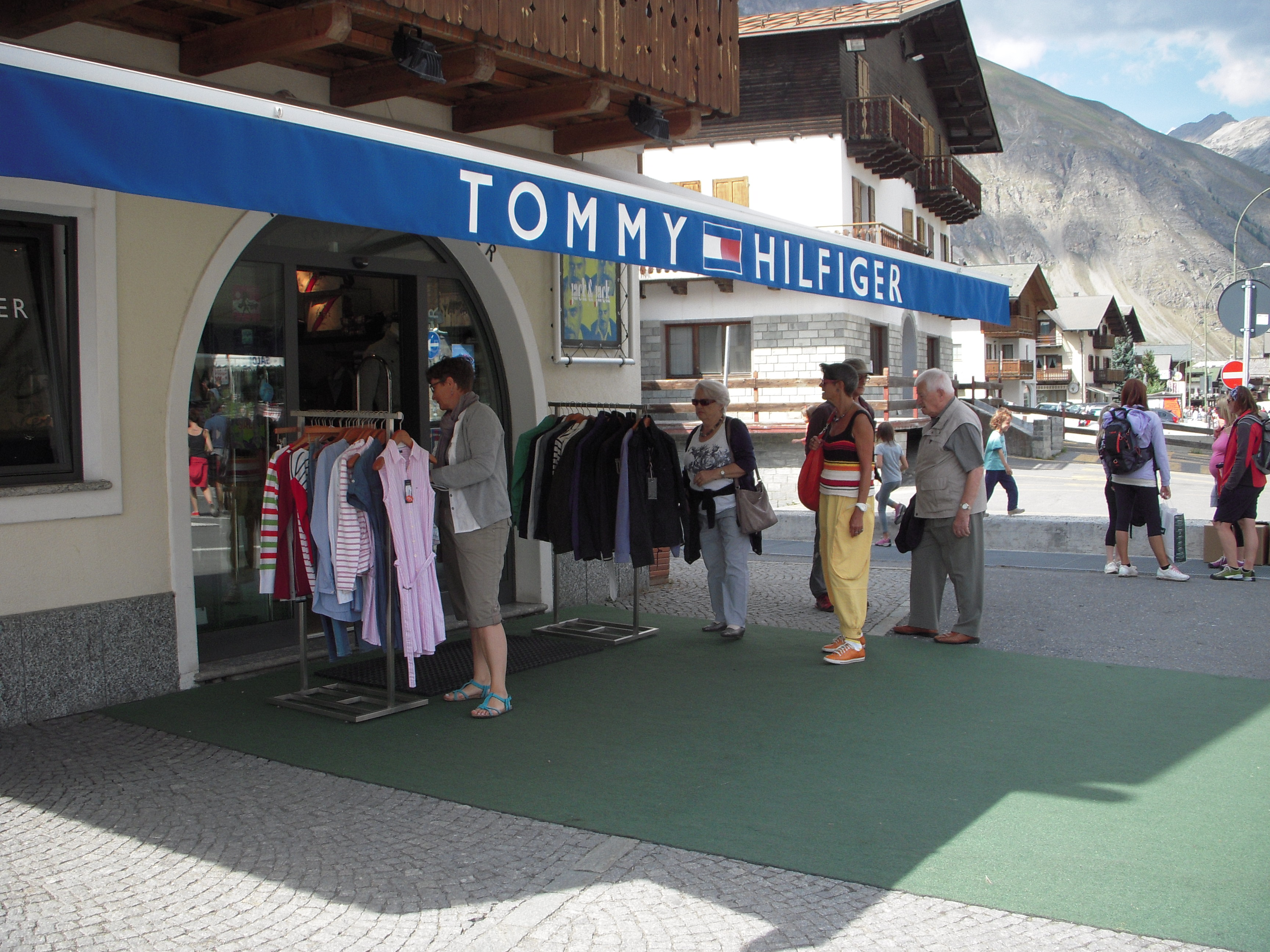
Cửa hàng Tommy tại Ý
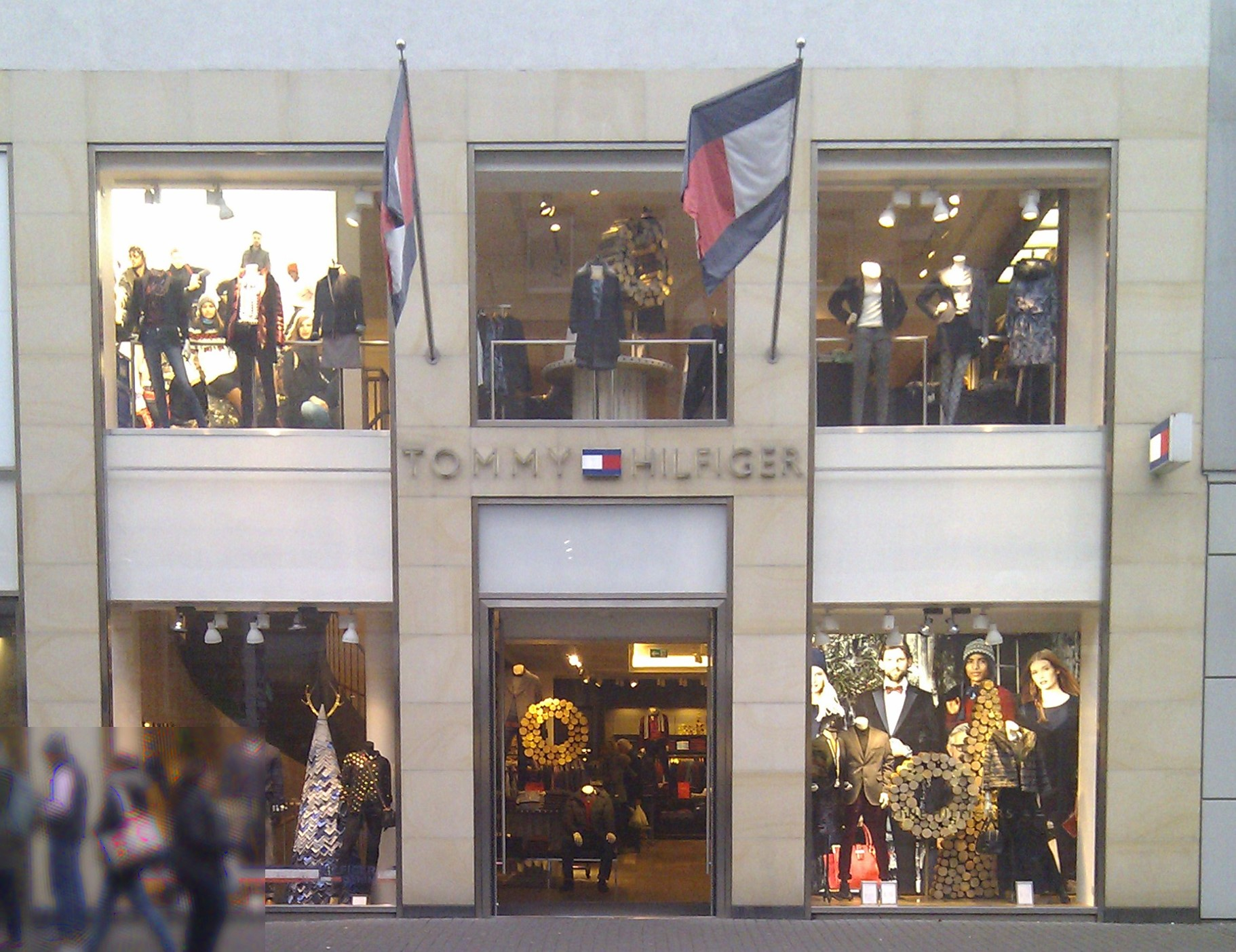
Cửa hàng Tommy tại Mannheim
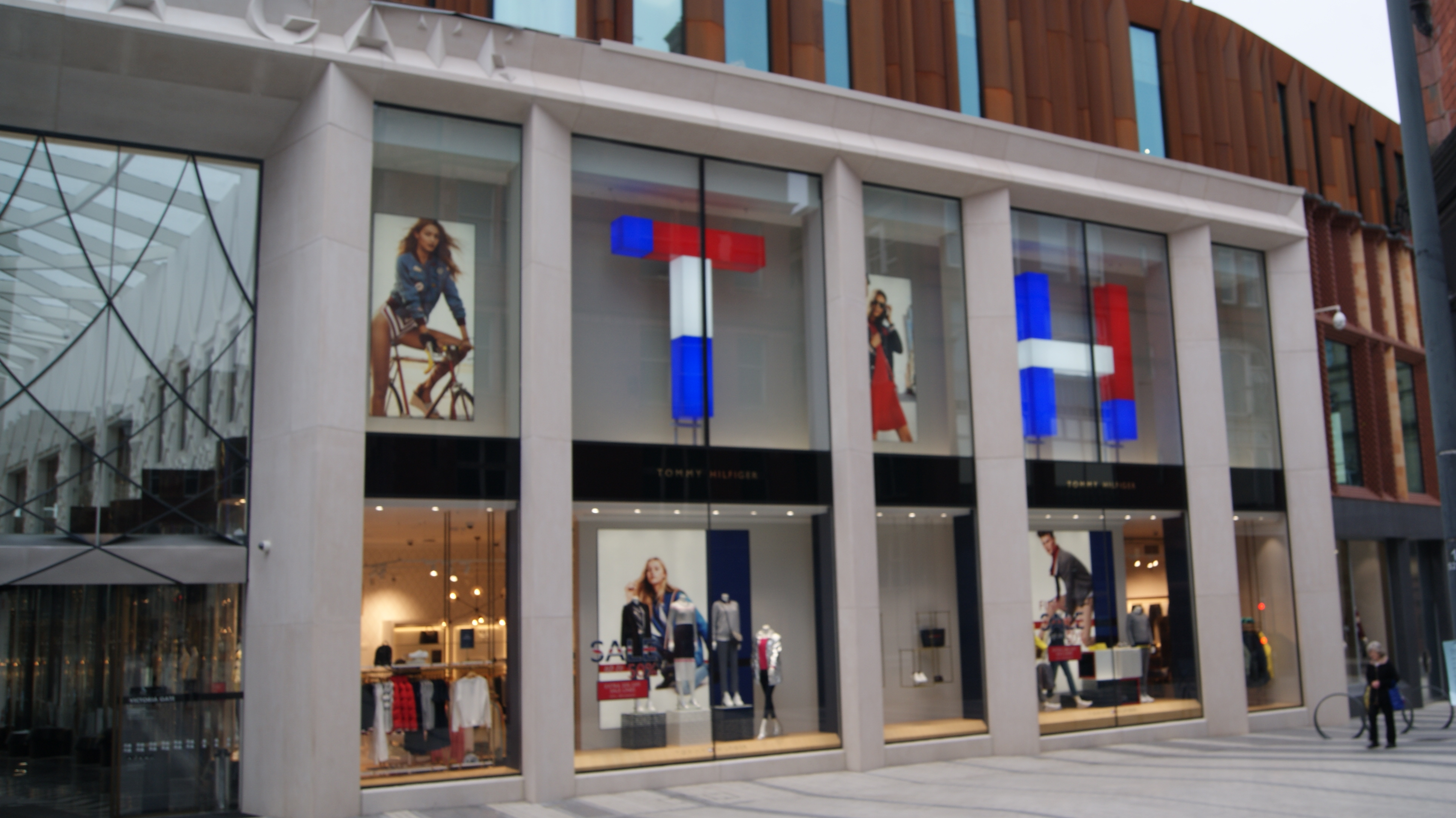
Cửa hàng Tommy tại Leeds